# Vendeuvre-du-Poitou
Vendeuvre-du-Poitou és un municipi francès situat al departament de la Viena i a la regió de la Nova Aquitània. L'any 2007 tenia 2.806 habitants.

## Demografia

### Població
El 2007 la població de fet de Vendeuvre-du-Poitou era de 2.806 persones. Hi havia 1.104 famílies de les quals 261 eren unipersonals (109 homes vivint sols i 152 dones vivint soles), 360 parelles sense fills, 433 parelles amb fills i 50 famílies monoparentals amb fills.
La població ha evolucionat segons el següent gràfic:
Habitants censats

### Habitatges
El 2007 hi havia 1.232 habitatges, 1.129 eren l'habitatge principal de la família, 36 eren segones residències i 68 estaven desocupats. 1.160 eren cases i 65 eren apartaments. Dels 1.129 habitatges principals, 903 estaven ocupats pels seus propietaris, 198 estaven llogats i ocupats pels llogaters i 28 estaven cedits a títol gratuït; 27 tenien una cambra, 60 en tenien dues, 146 en tenien tres, 327 en tenien quatre i 569 en tenien cinc o més. 882 habitatges disposaven pel capbaix d'una plaça de pàrquing. A 412 habitatges hi havia un automòbil i a 620 n'hi havia dos o més.

### Piràmide de població
La piràmide de població per edats i sexe el 2009 era:
| Homes | Edats   | Dones |
| ----- | ------- | ----- |
| 0     | 95 o +  | 2     |
| 10    | 90 a 94 | 8     |
| 10    | 85 a 89 | 37    |
| 15    | 80 a 84 | 26    |
| 48    | 75 a 79 | 43    |
| 34    | 70 a 74 | 60    |
| 54    | 65 a 69 | 42    |
| 62    | 60 a 64 | 45    |
| 50    | 55 a 59 | 50    |
| 104   | 50 a 54 | 73    |
| 127   | 45 a 49 | 105   |
| 116   | 40 a 44 | 102   |
| 64    | 35 a 39 | 91    |
| 79    | 30 a 34 | 101   |
| 67    | 25 a 29 | 67    |
| 83    | 20 a 24 | 64    |
| 118   | 15 a 19 | 131   |
| 99    | 10 a 14 | 58    |
| 102   | 5 a 9   | 41    |
| 48    | 0 a 4   | 82    |

## Economia
El 2007 la població en edat de treballar era de 1.827 persones, 1.459 eren actives i 368 eren inactives. De les 1.459 persones actives 1.338 estaven ocupades (720 homes i 618 dones) i 122 estaven aturades (49 homes i 73 dones). De les 368 persones inactives 130 estaven jubilades, 127 estaven estudiant i 111 estaven classificades com a «altres inactius».

### Ingressos
El 2009 a Vendeuvre-du-Poitou hi havia 1.160 unitats fiscals que integraven 2.999,5 persones, la mediana anual d'ingressos fiscals per persona era de 17.462 €.

### Activitats econòmiques
Dels 98 establiments que hi havia el 2007, 1 era d'una empresa extractiva, 3 d'empreses alimentàries, 1 d'una empresa de fabricació d'elements pel transport, 8 d'empreses de fabricació d'altres productes industrials, 19 d'empreses de construcció, 22 d'empreses de comerç i reparació d'automòbils, 8 d'empreses de transport, 2 d'empreses d'hostatgeria i restauració, 2 d'empreses financeres, 2 d'empreses immobiliàries, 18 d'empreses de serveis, 6 d'entitats de l'administració pública i 6 d'empreses classificades com a «altres activitats de serveis».
Dels 33 establiments de servei als particulars que hi havia el 2009, 1 era una oficina de correu, 1 una oficina bancària, 5 tallers de reparació d'automòbils i de material agrícola, 1 taller d'inspecció tècnica de vehicles, 5 paletes, 5 guixaires pintors, 5 fusteries, 2 electricistes, 5 perruqueries, 1 restaurant i 2 agències immobiliàries.
Dels 8 establiments comercials que hi havia el 2009, 1 era una gran superfície de material de bricolatge, 1 una botiga de menys de 120 m², 2 fleques, 1 una carnisseria, 1 una llibreria, 1 una botiga de material de revestiment de parets i terra i 1 una floristeria.
L'any 2000 a Vendeuvre-du-Poitou hi havia 124 explotacions agrícoles que ocupaven un total de 3.600 hectàrees.

## Equipaments sanitaris i escolars
L'únic equipament sanitari que hi havia el 2009 era una farmàcia.
El 2009 hi havia 1 escola maternal i 1 escola elemental.

## Poblacions més properes
El següent diagrama mostra les poblacions més properes.